# Dolichoderus burmanicus
Dolichoderus burmanicus is een mierensoort uit de onderfamilie van de Dolichoderinae. De wetenschappelijke naam van de soort is voor het eerst geldig gepubliceerd in 1903 door Bingham.